# 帕維爾·維茲納爾
帕維爾·維兹納爾（捷克語：Pavel Vízner，1970年7月15日—）是一位捷克職業網球運動員。
維兹納爾奪得16座ATP雙打冠軍。
維兹納爾在2010年退出網壇。

## 外部連結
- 帕維爾·維茲納爾（英文/西班牙文）的官方資料
- 帕維爾·維茲納爾的國際網球總會 職業／青少年 官方資料（英文）
- 帕維爾·維茲納爾的官方資料（英文）